# 成泽民
成泽民（1918年3月—2007年3月2日），山西汾阳人。中国人民解放军将领。

## 生平
1937年3月，成泽民考入山西军政训练班学习。抗日战争期间，参加山西青年抗敌决死队，同年10月加入中国共产党。1937年11月，山西省第二战区民族革命战争战地总动员委员会举办游击干部培训班，同年底成立平遥游击支队，高志和任支队长，设立2个大队，成泽民任二大队政治指导员，后二大队解散。1938年2月，奉薄一波指示，高志和、吴效闵、成泽民带领一大队到沁县整训，整编入杨世兴、刘亚雄游击支队。3月份，编入新建的决死一纵队游击一团。之后他出任太岳部队十一旅三十一团一营政治教导员等职。第二次国共内战期间，担任太岳军区十一旅三十一团政治处主任，第十四军四十二师126团政治委员等职，先后参加临汾战役、淮海战役。1949年5月，他率领所部完成渡江战役，进入南水边地区。7月完成遂川追击作战，向广东进军。
中华人民共和国成立后，1950年11月，成泽民与团长高建兴率领126团从云南西部出发，经德钦县进入西藏察隅，完成进军西藏任务。之后历任中国人民解放军第十四军四十二师政治部主任、第十四军政治部副主任、第十四军四十二师代理政治委员等职。1955年，授大校军衔，获三级独立自由勋章、二级解放勋章。1958年，毕业于解放军政治学院，出任第十四军四十二师政委、第十四军政治部主任，第十四军副政委，期间率部参加平定1959年藏区骚乱。1969年4月，担任第十四军政治委员。1970年11月，任沈阳军区政治部副主任。1980年12月至1982年10月，成泽民任沈阳军区政治部主任。1982年10月至1985年6月，升任沈阳军区副政委。此外，他担任中国共产党第九次代表大会代表。1988年，获二级红星功勋荣誉章。2007年3月2日，成泽民在辽宁省沈阳逝世，享年90岁。